# Orthotrichia tonjolana
Orthotrichia tonjolana är en nattsländeart som beskrevs av Wells 1990. Orthotrichia tonjolana ingår i släktet Orthotrichia och familjen smånattsländor. Inga underarter finns listade i Catalogue of Life.